# Heat pipe

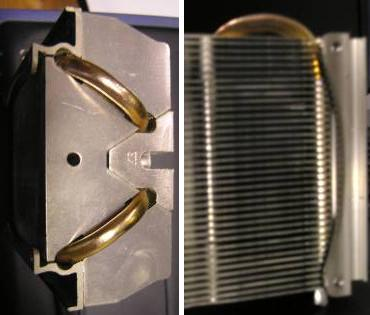
Een aluminium koelvin met koperen heat pipe

Een heat pipe – ook wel afgekort tot HP – is een transportmechanisme dat grote hoeveelheden warmte kan verplaatsen.
De verplaatsing is veel groter dan normaal, door eenvoudige geleiding, mogelijk zou zijn, bij veel kleinere temperatuursverschillen en/of over grotere afstanden. In een heat pipe zit een transportmedium, dat aan de warme kant verdampt, waarbij het energie opneemt, als gas zich voortbeweegt naar de koude kant, alwaar het condenseert en zijn warmte afgeeft, om vervolgens weer als vloeistof terug te stromen naar de warme kant.

## Werking

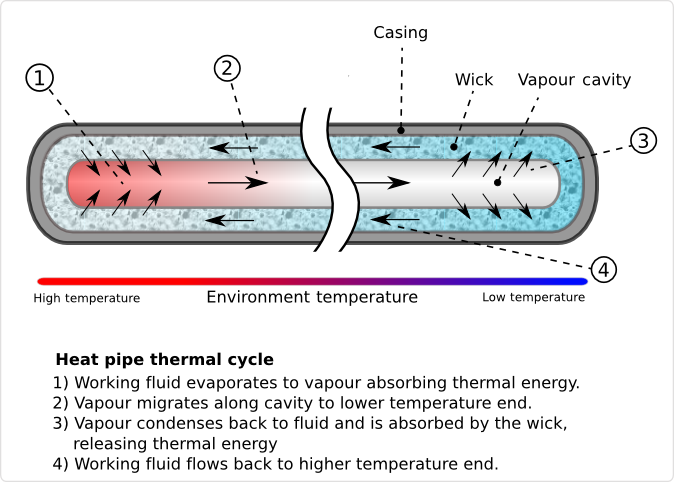
Schematische weergave van de werking van een heat pipe

In een heat pipe zit een transfermedium. De werking berust op het principe van Watt:
1. Het medium verdampt op het moment dat het in contact komt met het warme oppervlak en neemt hierbij de verdampingswarmte plus de soortelijke warmte maal de temperatuurstijging aan energie op (hoewel dit tweede deel meestal een relatief kleine component is vanwege de grote verdampingswarmte en het relatief kleine temperatuurverschil).
2. Aan de koude kant condenseert de damp weer, waarbij de opgenomen warmte vrijkomt.
3. Door het condenseren enerzijds en het verdampen anderzijds ontstaat er een drukverschil, dat ervoor zal zorgen dat het gas gaat stromen en het eigenlijke warmtetransport plaatsvindt.
4. Om het gecondenseerde vocht terug te krijgen naar de warme kant van de heat pipe, kan er ofwel van zwaartekracht ofwel van een capillair materiaal gebruik worden gemaakt. In het geval van zwaartekracht zal de vloeistof uiteraard naar beneden stromen, maar bij het gebruik van een capillair materiaal kan het condensvocht ook tegen de zwaartekracht in stromen. Hierdoor kunnen dergelijke heat pipes in alle richtingen en met bochten toegepast worden.

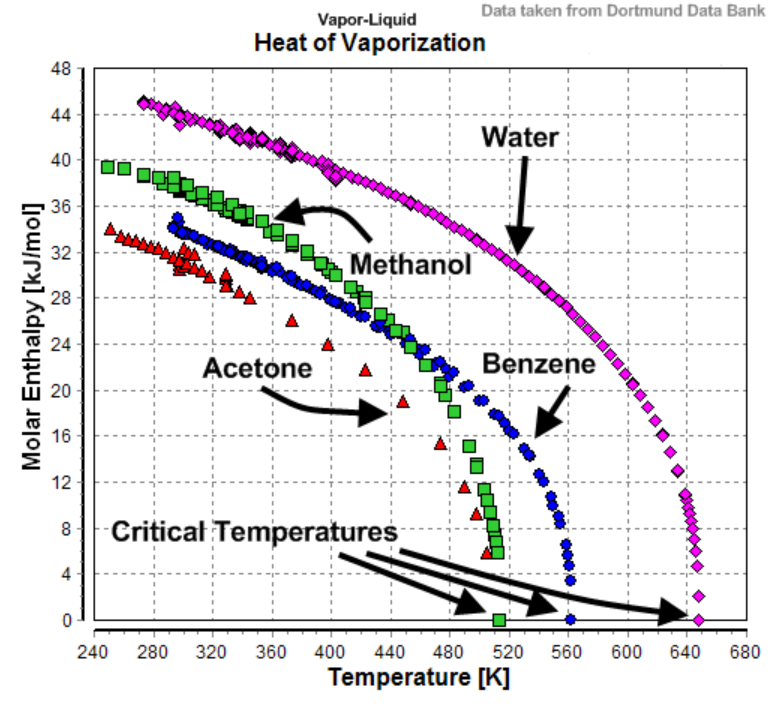
Schematische weergave van de werking van een heat pipe

## Efficiënte warmteverplaatsing
Het grote voordeel van heat pipes is hun capaciteit om extreem efficiënt warmte te verplaatsen. Een heat pipe is een compleet passief apparaat. Er zitten geen bewegende delen in en zolang het omhulsel intact blijft, kan de heat pipe eeuwig blijven functioneren. Daarnaast heeft een heat pipe een extreem goede geleiding, veel beter dan een koperen of zilveren staaf van dezelfde diameter. Er zijn heat pipes die warmte kunnen transporteren met een dichtheid tot wel 23 kW/cm². Dit is ongeveer vier keer zoveel warmte als er vrij komt aan het oppervlak van de zon, die een warmte-uitstraling heeft van ongeveer 6 kW/cm2.
Deze efficiëntie komt doordat het relatief veel energie kost een materiaal van fase te laten veranderen. Deze verdampingswarmte, waarvan de heat pipe gebruikmaakt, is gelijk aan de hoeveelheid warmte die vrijkomt bij of nodig is voor een grote temperatuursverandering. Bij water, dat veel gebruikt wordt in heat pipes, is de verdampingswarmte 40,65 kJ/mol bij 100 °C. Dit is meer dan vijf keer zoveel als de warmte die nodig is om water van 0 °C tot 100 °C te verwarmen (= 75,3 J/(K·mol) × 100 K = 7,53 kJ/mol).

## Temperatuurbereik
Een van de nadelen van heat pipes is hun temperatuurbereik. Ze werken alleen in het temperatuurbereik waarvoor ze ontworpen zijn. Daarbuiten hebben ze alleen nog de geleiding van het materiaal waarvan ze gemaakt zijn om warmte te verplaatsen. Dit is meestal koper, een goede geleider, waardoor zij alsnog met ongeveer 1/80e van hun capaciteit zullen geleiden.
Het functionele temperatuurbereik wordt bepaald door het medium waarmee de heat pipe functioneert, alsmede het materiaal waarvan deze gemaakt is. Als de smelttemperatuur van het materiaal waarvan de heat pipe is gemaakt bereikt wordt, dan zal hij kapotgaan, doordat het medium kan ontsnappen. Dit is eigenlijk het geval alleen bij extreme toepassingen, zoals in het hitteschild van een ruimtevaartuig.
Een meer reële beperking vormt het vriespunt. Als de warme kant van de heat pipe niet boven het vriespunt van het medium uit komt, dan zal het medium nauwelijks verdampen (sublimatie is mogelijk) waardoor de warmteverplaatsing drastisch afneemt.
Daarnaast is het ook nog mogelijk dat de koude kant van de heat pipe zo warm is dat het medium niet meer condenseert. Dit kan echter opgelost worden door meer medium toe te voegen bij productie; doordat er meer medium verdampt, stijgt de druk en zal de kooktemperatuur stijgen. Hierdoor komt de temperatuur van de koude kant weer onder het kookpunt te liggen en zal er weer medium condenseren. Hierdoor zal het proces pas zijn maximale werktemperatuur bereiken wanneer al het medium zich in gasfase bevindt, of totdat het kritieke punt van het medium bereikt wordt, waarna er geen faseverandering meer plaatsvindt.

## Toepassingen
Het basisidee van heat pipes dateert uit het stoomtijdperk. James Watt ontdekte het naar hem genoemde principe van Watt bij zijn pogingen de efficiëntie van stoommachines te verbeteren. De heat pipe berust in feite op dit principe van Watt. Maar de eerste moderne heat pipes met capillair materiaal werden commercieel onderzocht vanaf begin jaren zestig, voornamelijk op initiatief van de NASA, die dit als eerste toepaste om temperaturen in satellieten aan zowel de zon- als de schaduwkant gelijk te houden. Later heeft de NASA heat pipes ook toegepast om het ruimteveer koel te houden.
Het grootste toepassingsgebied tegenwoordig is waarschijnlijk de computerindustrie. Hier worden heat pipes volop gebruikt om de warmte gegenereerd door de verschillende onderdelen weg te voeren naar een plek waar deze makkelijker aan de lucht is af te geven. In bijna iedere computer zijn ze aanwezig, op de meeste videokaarten en op veel geavanceerde processorkoelers.

## Toepassing in zonnecollectoren
In de moderne vacuümbuiscollector worden vaak heat pipes toegepast. Heat pipes zijn hier ideaal, omdat het hiermee gemakkelijk is de ingestraalde warmte van een groot oppervlak te concentreren op een klein oppervlak van het spruitstuk. Het spruitstuk kan de warmte overdragen aan het doorstromende te verwarmen water of een ander transportmedium. In vergelijking met andere manieren om dit te bewerkstelligen, zoals een massieve warmtegeleider of een leiding met stromend water heeft de heat pipe voordelen. Een heat pipe heeft een veel lagere soortelijke warmte, doordat deze erg dun kan zijn en gevuld is met een gas bij lage druk. Daardoor zal hij veel sneller opwarmen. Slechts een fractie van zijn volume is gevuld met het medium. Er is weinig materiaal (koper) dus de materiaalkosten zijn laag. Daarnaast heeft een heat pipe een veel grotere warmtetransportcapaciteit dan massief koper, maar ook dan een leiding met stromend water. Dit komt doordat alle heat pipes parallel gebruikt kunnen worden. Bij het rondpompen van water door de vele vacuümbuiscollectoren zelf, zou veel meer koper en aansluitmateriaal nodig zijn en zou de hydraulische weerstand van vele in serie geschakelde buizen de doorstroming van water praktisch onmogelijk maken. Het alternatief om alle buizen parallel te schakelen zou grote onbalans in de efficiëntie veroorzaken. Dat komt omdat dan de juiste waterverdeling door de buizen onzeker wordt. Ook het gewicht is door de geringere hoeveelheid aan koper en water lager waardoor een constructie op daken eenvoudiger is.